# Europaspiele 2023/Skispringen
Bei den Europaspielen 2023 wurden fünf Wettbewerbe im Skispringen ausgetragen. Skispringen war eine Sonderdisziplin, die auf Wunsch des Gastgebers ausgetragen wurde.

## Bilanz

### Medaillenspiegel
| Platz  | Land        | Gold | Silber | Bronze | Gesamt |
| ------ | ----------- | ---- | ------ | ------ | ------ |
| 1      | Österreich  | 3    | 2      | 1      | 6      |
| 2      | Slowenien   | 1    | 2      | 1      | 4      |
| 3      | Polen       | 1    | —      | —      | 1      |
| 4      | Norwegen    | —    | 1      | —      | 1      |
| 5      | Deutschland | —    | —      | 2      | 2      |
| 6      | Schweiz     | —    | —      | 1      | 1      |
| Gesamt | Gesamt      | 5    | 5      | 5      | 15     |

### Medaillengewinner
| Disziplin            | Gold                                                                          | Silber                                                                       | Bronze                                                  |
| -------------------- | ----------------------------------------------------------------------------- | ---------------------------------------------------------------------------- | ------------------------------------------------------- |
| Männer Normalschanze | Daniel Tschofenig (AUT)                                                       | Jan Hörl (AUT)                                                               | Gregor Deschwanden (SUI)                                |
| Männer Großschanze   | Dawid Kubacki (POL)                                                           | Jan Hörl (AUT)                                                               | Philipp Raimund (GER)                                   |
| Frauen Normalschanze | Jacqueline Seifriedsberger (AUT)                                              | Nika Prevc (SLO)                                                             | Marita Kramer (AUT)                                     |
| Frauen Großschanze   | Nika Križnar (SLO)                                                            | Nika Prevc (SLO)                                                             | Selina Freitag (GER)                                    |
| Mixed Teamspringen   | ÖsterreichMarita Kramer Jan Hörl Jacqueline Seifriedsberger Daniel Tschofenig | NorwegenAnna Odine Strøm Robert Johansson Eirin Maria Kvandal Marius Lindvik | SlowenienNika Prevc Timi Zajc Nika Križnar Anze Lanisek |

## Programm und Zeitplan
Das Programm der Eurospiele im Skispringen wird auf fünf Tage verteilt.
| \| Średnia Krokiew \| |
| Średnia Krokiew       |

| Średnia Krokiew |

| \| Wielka Krokiew \| |
| Wielka Krokiew       |

| Wielka Krokiew |

## Teilnehmende Nation und Athleten
Ende Mai 2023 wurde bestätigt, dass 97 Skispringer (40 Frauen und 57 Männer) aus 15 Nationen teilnehmen werden. Pro Wettkampf dürfen 5 Springer oder Springerinnen aus einer Nation eingesetzt werden. Mitte Juni 2023 meldete der französische Skiverband Lilou Zepchi von den Europaspielen ab. Am 13. Juni 2023 teilte der slowenische Skiverband mit, dass Ema Klinec nicht an den Europaspielen teilnimmt und durch Katra Komar ersetzt wird. Der Deutsche Justin Lisso kann wegen eines Kreuzbandrisses an den Wettbewerben nicht teilnehmen. Das Österreichische Olympische Komitee gab am 19. Juni 2023 bekannt, dass Stefan Kraft bei den Europaspielen nicht an den Start geht, da er nicht in der nötigen Verfassung sei. Zudem stieg er erst Anfang Juni 2023 ins Training für die kommende Saison 2023/24 wieder ein.
Weiterhin fehlten Martin Hamann (Deutschland), Antti Aalto (Finnland), Daniel-André Tande (Norwegen) und Dominik Peter (Schweiz) auf den Teilnehmerlisten, während die Norweger Robert Johansson und Kristoffer Eriksen Sundal hinzukamen. Damit ergab sich folgende Teilnehmerliste mit 94 Skispringern (39 Frauen und 55 Männer):
| Nation               | Anzahl               | Athletin                                                                                    | Athlet |
| Europa (15 Nationen) | Europa (15 Nationen) | Europa (15 Nationen)                                                                        | Europa (15 Nationen)                                                                                      |
| -------------------- | -------------------- | ------------------------------------------------------------------------------------------- | --- |
| Bulgarien            | 1                    |                                                                                             | Wladimir Sografski                                                                                        |
| Deutschland          | 5+4                  | Selina Freitag, Luisa Görlich, Pauline Heßler, Anna Rupprecht, Katharina Schmid             | Felix Hoffmann, Philipp Raimund, Constantin Schmid, Luca Roth                                             |
| Estland              | 4                    |                                                                                             | Artti Aigro, Andero Kapp, Kevin Maltsev, Kaimar Vagul                                                     |
| Finnland             | 1+4                  | Jenny Rautionaho                                                                            | Niko Kytösaho, Eetu Nousiainen, Vilho Palosaari, Kasperi Valto                                            |
| Frankreich           | 3+5                  | Emma Chervet, Julia Clair, Joséphine Pagnier                                                | Alessandro Batby, Jules Chervet, Valentin Foubert, Enzo Milesi, Ari Repellin                              |
| Norwegen             | 4+5                  | Thea Minyan Bjørseth, Kjersti Græsli, Eirin Maria Kvandal, Anna Odine Strøm                 | Johann André Forfang, Bendik Jakobsen Heggli, Robert Johansson, Marius Lindvik, Kristoffer Eriksen Sundal |
| Österreich           | 5+4                  | Marita Kramer, Chiara Kreuzer, Julia Mühlbacher, Jacqueline Seifriedsberger, Hannah Wiegele | Manuel Fettner, Jan Hörl, Markus Müller, Daniel Tschofenig                                                |
| Polen                | 5+6                  | Pola Bełtowska, Paulina Cieślar, Nicole Konderla, Wiktoria Przybyła, Anna Twardosz          | Kacper Juroszek, Dawid Kubacki, Kamil Stoch, Paweł Wąsek, Aleksander Zniszczoł, Piotr Żyła                |
| Rumänien             | 3+4                  | Delia Folea, Daniela Haralambie, Alessia Mîțu-Coșca                                         | Daniel Cacina, Andrei Feldorean, Nicolae Sorin Mitrofan, Mihnea Spulber                                   |
| Slowakei             | 1+1                  | Tamara Mesíková                                                                             | Hektor Kapustík                                                                                           |
| Slowenien            | 5+5                  | Katra Komar, Ajda Košnjek, Nika Križnar, Nika Prevc, Maja Vtič                              | Žiga Jelar, Lovro Kos, Anže Lanišek, Domen Prevc, Timi Zajc                                               |
| Schweiz              | 2+2                  | Sina Arnet, Emely Torazza                                                                   | Gregor Deschwanden, Killian Peier                                                                         |
| Tschechien           | 3+5                  | Anežka Indráčková, Karolína Indráčková, Klára Ulrichová                                     | Kryštof Hauser, Benedikt Holub, Radek Rýdl, David Rygl, Daniel Škarka                                     |
| Türkei               | 3                    |                                                                                             | Muhammed Ali Bedir, Muhammet İrfan Çintımar, Fatih Arda İpcioğlu                                          |
| Ukraine              | 2+2                  | Schanna Hluchowa, Tetjana Pylyptschuk                                                       | Witalij Kalinitschenko, Jewhen Marussjak                                                                  |

## Ergebnisse

### Frauen Normalschanze
- Wetter 1 Durchgang: bewölkt, Temperatur oben am Start: 11,3 °C, Temperatur unten im Ziel: 11,2 °C, Wind in m/s: minimal: −1,65, maximal: 0,03, durchschnittlich: −0,75
- Wetter 2 Durchgang: bewölkt, Temperatur oben am Start: 11,5 °C, Temperatur unten im Ziel: 11,6 °C, Wind in m/s: minimal: −1,51, maximal: 0,21, durchschnittlich: −0,55

| Rang | Name                       | Weite 1      | Weite 2      | Punkte |
| ---- | -------------------------- | ------------ | ------------ | ------ |
|      | Jacqueline Seifriedsberger | 099,0 m 0(1) | 098,5 m 0(2) | 262,6  |
|      | Nika Prevc                 | 097,5 m 0(2) | 100,5 m 0(1) | 262,3  |
|      | Marita Kramer              | 100,0 m 0(3) | 093,5 m 0(6) | 242,6  |
| 04   | Nika Križnar               | 093,0 m 0(7) | 098,0 m 0(3) | 238,6  |
| 05   | Katra Komar                | 093,5 m 0(5) | 095,5 m 0(5) | 236,8  |
| 06   | Chiara Kreuzer             | 091,0 m 0(9) | 097,0 m 0(4) | 234,0  |
| 07   | Eirin Maria Kvandal        | 095,5 m 0(6) | 093,0 m 0(8) | 228,1  |
| 08   | Selina Freitag             | 090,0 m 0(7) | 094,0 m 0(8) | 227,9  |
| 09   | Anna Odine Strøm           | 092,5 m 0(4) | 085,0 m (12) | 226,6  |
| 10   | Thea Minyan Bjørseth       | 092,0 m (13) | 091,0 m 0(7) | 220,8  |
| 11   | Joséphine Pagnier          | 091,0 m (10) | 089,5 m (11) | 216,9  |
| 12   | Jenny Rautionaho           | 086,0 m (11) | 092,0 m (14) | 213,3  |
| 13   | Julia Mühlbacher           | 085,5 m (12) | 090,0 m (12) | 211,6  |
| 14   | Katharina Schmid           | 085,5 m (15) | 094,0 m (10) | 207,6  |
| 15   | Maja Vtič                  | 084,5 m (14) | 089,0 m (17) | 202,9  |
| 16   | Anna Rupprecht             | 083,0 m (18) | 086,0 m (16) | 197,6  |
| 17   | Hannah Wiegele             | 079,5 m (20) | 091,0 m (15) | 197,3  |
| 18   | Julia Clair                | 088,0 m (16) | 086,0 m (20) | 189.8  |
| 19   | Ajda Košnjek               | 081,0 m (17) | 085,0 m (19) | 189,7  |

| Rang                                          | Name                | Weite 1                           | Weite 2                           | Punkte                            |
| --------------------------------------------- | ------------------- | --------------------------------- | --------------------------------- | --------------------------------- |
| 20                                            | Pauline Heßler      | 081,0 m (24)                      | 086,0 m (18)                      | 182,4                             |
| 21                                            | Daniela Haralambie  | 084,0 m (19)                      | 080,5 m (21)                      | 180,1                             |
| 22                                            | Luisa Görlich       | 083,5 m (22)                      | 083,0 m (23)                      | 174,4                             |
| 23                                            | Sina Arnet          | 076,5 m (23)                      | 079,5 m (24)                      | 167,5                             |
| 24                                            | Klára Ulrichová     | 086,0 m (21)                      | 076,5 m (25)                      | 167,3                             |
| 25                                            | Anna Twardosz       | 076,0 m (27)                      | 084,0 m (22)                      | 160,1                             |
| 26                                            | Pola Bełtowska      | 075,0 m (26)                      | 071,0 m (26)                      | 154,7                             |
| 27                                            | Karolína Indráčková | 073,0 m (27)                      | 070,0 m (25)                      | 141,5                             |
| 28                                            | Anežka Indráčková   | 075,5 m (28)                      | 072,0 m (29)                      | 139,3                             |
| 29                                            | Nicole Konderla     | 072,0 m (28)                      | 072,0 m (29)                      | 139,1                             |
| 30                                            | Emma Chervet        | 072,0 m (30)                      | 072,5 m (28)                      | 135,5                             |
| Für den zweiten Durchgang nicht qualifiziert: |                     |                                   |                                   |                                   |
| 31                                            | Paulina Cieślar     | 072,5 m (31)                      | –                                 | 066,6                             |
| 32                                            | Tamara Mesíková     | 067,5 m (32)                      | –                                 | 061,5                             |
| 33                                            | Wiktoria Przybyła   | 069,0 m (33)                      | –                                 | 056,4                             |
| 34                                            | Tetjana Pylyptschuk | 067,0 m (34)                      | –                                 | 055,6                             |
| 35                                            | Schanna Hluchowa    | 063,5 m (35)                      | –                                 | 035,8                             |
| 36                                            | Delia Folea         | 059,0 m (36)                      | –                                 | 028,6                             |
|                                               | Kjersti Græsli      | Start nicht erlaubt (Sprunganzug) | Start nicht erlaubt (Sprunganzug) | Start nicht erlaubt (Sprunganzug) |

### Männer Normalschanze
- Wetter 1 Durchgang: bewölkt, Temperatur oben am Start: 13,0°, Temperatur unten im Ziel: 14,0°, Wind in m/s: minimal: −0,39, maximal: 1,43, durchschnittlich: 0,59
- Wetter 2 Durchgang: teilweise bewölkt, Temperatur oben am Start: 16,9°, Temperatur unten im Ziel: 18,9°, Wind in m/s: minimal: −0,97, maximal: 1,56, durchschnittlich: 0,20

| Rang              | Name                      | Weite 1    | Weite 2    | Punkte |
| ----------------- | ------------------------- | ---------- | ---------- | ------ |
|                   | Daniel Tschofenig         | 104,0 0(1) | 104,5 0(1) | 270,3  |
|                   | Jan Hörl                  | 101,0 0(3) | 104,5 0(1) | 262,7  |
|                   | Gregor Deschwanden        | 107,0 0(2) | 101,5 0(8) | 258,0  |
| 04                | Philipp Raimund           | 103,0 0(4) | 103,0 0(6) | 257,0  |
| 05                | Marius Lindvik            | 100,0 0(5) | 101,5 0(5) | 254,7  |
| 06                | Robert Johansson          | 101,0 0(7) | 105,0 0(7) | 250,8  |
| 07                | Piotr Żyła                | 095,5 (15) | 106,5 0(3) | 249,5  |
| Constantin Schmid | 099,0 0(9)                | 102,5 0(4) | 249,5      |        |
| 09                | Timi Zajc                 | 098,5 0(8) | 100,5 (12) | 243,9  |
| 10                | Dawid Kubacki             | 095,5 (15) | 101,0 0(9) | 241,8  |
| 11                | Fatih Arda İpcioğlu       | 101,0 0(6) | 097,5 (19) | 239,8  |
| 12                | Johann André Forfang      | 098,0 (14) | 100,5 (10) | 239,4  |
| 13                | Felix Hoffmann            | 100,0 (10) | 098,0 (14) | 237,7  |
| 14                | Markus Müller             | 099,0 (18) | 099,0 (13) | 236,0  |
| 15                | Wladimir Sografski        | 098,0 (12) | 101,0 (17) | 235,5  |
| 16                | Vilho Palosaari           | 099,5 (19) | 099,0 (15) | 234,0  |
| 17                | Anže Lanišek              | 094,5 (23) | 098,0 (11) | 232,0  |
| 18                | Manuel Fettner            | 092,0 (21) | 098,0 (16) | 230,9  |
| 19                | Žiga Jelar                | 096,0 (17) | 097,0 (21) | 230,1  |
| 20                | Killian Peier             | 097,0 (20) | 094,5 (23) | 223,8  |
| 21                | Luca Roth                 | 100,5 (11) | 093,5 (27) | 223,1  |
| 22                | Kamil Stoch               | 093,5 (27) | 097,0 (18) | 222,5  |
| 23                | Kristoffer Eriksen Sundal | 096,0 (26) | 098,0 (20) | 221,6  |
| 24                | Eetu Nousiainen           | 097,0 (22) | 095,0 (24) | 219,3  |
| 25                | Artti Aigro               | 093,5 (28) | 096,0 (22) | 219,1  |
| 26                | Niko Kytösaho             | 095,0 (24) | 093,0 (26) | 215,3  |
| 27                | Kacper Juroszek           | 097,5 (13) | 087,5 (29) | 213,7  |
| 28                | Bendik Jakobsen Heggli    | 090,5 (28) | 092,5 (25) | 213,4  |

| Rang                                          | Name                    | Weite 1                           | Weite 2                           | Punkte                            |
| --------------------------------------------- | ----------------------- | --------------------------------- | --------------------------------- | --------------------------------- |
| 29                                            | Lovro Kos               | 95,0 (25)                         | 92,0 (28)                         | 209,8                             |
| 30                                            | Kasperi Valto           | 93,5 (30)                         | 83,0 (30)                         | 199,0                             |
| Für den zweiten Durchgang nicht qualifiziert: |                         |                                   |                                   |                                   |
| 31                                            | Muhammed Ali Bedir      | 95,0                              | –                                 | 102,7                             |
| 32                                            | Aleksander Zniszczoł    | 93,0                              | –                                 | 102,2                             |
| 33                                            | Jewhen Marussjak        | 92,0                              | –                                 | 101,8                             |
| 34                                            | Domen Prevc             | 89,0                              | –                                 | 100,5                             |
| 35                                            | Daniel Cacina           | 92,5                              | –                                 | 99,9                              |
| 36                                            | Valentin Foubert        | 91,0                              | –                                 | 99,2                              |
| 37                                            | Hektor Kapustík         | 91,5                              | –                                 | 98,9                              |
| 38                                            | Radek Rýdl              | 93,0                              | –                                 | 98,6                              |
| 39                                            | David Rygl              | 90,0                              | –                                 | 95,4                              |
| 40                                            | Benedikt Holub          | 89,5                              | –                                 | 92,7                              |
| 41                                            | Witalij Kalinitschenko  | 86,5                              | –                                 | 90,9                              |
| 42                                            | Muhammet İrfan Çintımar | 85,0                              | –                                 | 90,1                              |
| 43                                            | Enzo Milesi             | 87,0                              | –                                 | 86,7                              |
| 44                                            | Kevin Maltsev           | 89,0                              | –                                 | 86,1                              |
| 45                                            | Mihnea Spulber          | 84,0                              | –                                 | 83,4                              |
| 46                                            | Ari Repellin            | 85,5                              | –                                 | 83,2                              |
| 47                                            | Jules Chervet           | 84,0                              | –                                 | 82,8                              |
| 48                                            | Andrei Feldorean        | 82,5                              | –                                 | 79,9                              |
| 49                                            | Kryštof Hauser          | 81,0                              | –                                 | 72,0                              |
| 50                                            | Alessandro Batby        | 68,5                              | –                                 | 44,2                              |
|                                               | Kaimar Vagul            | Start nicht erlaubt (Sprunganzug) | Start nicht erlaubt (Sprunganzug) | Start nicht erlaubt (Sprunganzug) |
|                                               | Nicolae Mitrofan        | Start nicht erlaubt (Sprunganzug) | Start nicht erlaubt (Sprunganzug) | Start nicht erlaubt (Sprunganzug) |
|                                               | Andero Kapp             | Start nicht erlaubt (Sprunganzug) | Start nicht erlaubt (Sprunganzug) | Start nicht erlaubt (Sprunganzug) |
|                                               | Daniel Škarka           | Start nicht erlaubt (Sprunganzug) | Start nicht erlaubt (Sprunganzug) | Start nicht erlaubt (Sprunganzug) |

### Mixed Teamspringen Normalschanze
- Wetter 1 Durchgang: teilweise bewölkt, Temperatur oben am Start: 20,1, Temperatur unten im Ziel: 20,0, Wind in m/s: minimal: 0,45, maximal: 2,88, durchschnittlich: 1,51
- Wetter 2 Durchgang: teilweise bewölkt, Temperatur oben am Start: 18,9, Temperatur unten im Ziel: 18,0, Wind in m/s: minimal: 0,12, maximal: 2,10, durchschnittlich: 1,20

| Rang | Name                                                                          | Weite 1                                             | Weite 2                                             | Punkte |
| ---- | ----------------------------------------------------------------------------- | --------------------------------------------------- | --------------------------------------------------- | ------ |
|      | ÖsterreichMarita Kramer Jan Hörl Jacqueline Seifriedsberger Daniel Tschofenig | 098,0 m 0(2) 102,5 m 0(1) 095,5 m 0(1) 098,0 m 0(3) | 096,5 m 0(2) 106,0 m 0(1) 099,5 m 0(3) 104,0 m 0(1) | 939,3  |
|      | NorwegenAnna Odine Strøm Robert Johansson Eirin Maria Kvandal Marius Lindvik  | 094,0 m 0(3) 099,5 m 0(3) 097,5 m 0(2) 092,5 m 0(4) | 095,0 m 0(3) 098,0 m 0(3) 100,0 m 0(2) 094,5 m 0(4) | 876,7  |
|      | SlowenienNika Prevc Timi Zajc Nika Križnar Anže Lanišek                       | 099,5 m 0(1) 092,5 m 0(6) 098,5 m 0(3) 096,5 m 0(5) | 101,0 m 0(1) 097,5 m 0(5) 102,0 m 0(1) 090,0 m 0(7) | 872,0  |
| 04   | DeutschlandAnna Rupprecht Constantin Schmid Selina Freitag Philipp Raimund    | 094,0 m 0(4) 097,5 m 0(4) 093,5 m 0(4) 105,0 m 0(7) | 089,5 m 0(4) 099,5 m 0(2) 097,5 m 0(4) 093,0 m 0(6) | 818,3  |
| 05   | PolenAnna Twardosz Dawid Kubacki Nicole Konderla Piotr Żyła                   | 087,5 m 0(5) 101,5 m 0(2) 090,0 m 0(8) 105,5 m 0(2) | 081,0 m 0(6) 096,5 m 0(6) 077,5 m 0(8) 102,0 m 0(2) | 767,2  |
| 06   | SchweizEmely Torazza Killian Peier Sina Arnet Gregor Deschwanden              | 076,0 m 0(8) 093,5 m 0(5) 091,5 m 0(5) 106,5 m 0(1) | 081,5 m 0(7) 096,5 m 0(4) 090,0 m 0(5) 101,0 m 0(3) | 765,7  |

| Rang                                          | Name                                                                                | Weite 1                                             | Weite 2                                             | Punkte |
| --------------------------------------------- | ----------------------------------------------------------------------------------- | --------------------------------------------------- | --------------------------------------------------- | ------ |
| 07                                            | FrankreichJulia Clair Valentin Foubert Joséphine Pagnier Enzo Milesi                | 079,0 m 0(6) 088,5 m 0(8) 090,5 m 0(6) 097,5 m 0(6) | 093,0 m 0(5) 090,0 m 0(7) 083,5 m 0(6) 093,5 m 0(5) | 723,2  |
| 08                                            | RumänienAlessia Mîțu-Cosca Mihnea Spulber Daniela Haralambie Daniel Cacina          | 068,0 m 0(9) 089,0 m 0(9) 093,0 m 0(7) 090,5 m 0(8) | 066,0 m 0(8) 086,0 m 0(8) 076,0 m 0(7) 088,5 m 0(8) | 580,5  |
| Für den zweiten Durchgang nicht qualifiziert: |                                                                                     |                                                     |                                                     |        |
| 09                                            | TschechienKarolína Indráčková David Rygl Klára Ulrichová Radek Rýdl                 | 080,0 m 0(7) 083,5 m (10) 074,0 m 0(9) 090,0 m (10) | –                                                   | 276,4  |
| 10                                            | UkraineSchanna Hluchowa Jewhen Marussjak Tetjana Pylyptschuk Witalij Kalinitschenko | 063,0 m (10) 092,5 m 0(7) 065,5 m (10) 086,5 m 0(9) | –                                                   | 242,9  |

### Frauen Großschanze
- Wetter 1. Durchgang: bewölkt; Temperatur Start: 20,5°; Temperatur Ziel: 21,0°; Wind in m/s: durchschnittlich: 0,37; maximal 1,00; mindestens −0,22

- Wetter 2. Durchgang: teilweise bewölkt; Temperatur Start: 20,3°; Temperatur Ziel: 20,0°; Wind in m/s: durchschnittlich: 0,57; maximal: 1,57; mindestens: −0,27

| Rang | Name                       | Weite 1    | Weite 2    | Punkte |
| ---- | -------------------------- | ---------- | ---------- | ------ |
|      | Nika Križnar               | 137,5 0(1) | 132,0 0(1) | 277,4  |
|      | Nika Prevc                 | 130,0 0(2) | 125,5 0(4) | 248,2  |
|      | Selina Freitag             | 126,5 0(4) | 130,5 0(2) | 245,8  |
| 04   | Jacqueline Seifriedsberger | 128,0 0(5) | 130,0 0(3) | 240,9  |
| 05   | Chiara Kreuzer             | 128,5 0(3) | 123,5 0(5) | 237,6  |
| 06   | Eirin Maria Kvandal        | 124,5 0(6) | 127,0 0(7) | 228,9  |
| 07   | Jenny Rautionaho           | 123,5 0(8) | 126,0 0(6) | 227,0  |
| 08   | Marita Kramer              | 129,0 0(7) | 124,0 0(8) | 222,1  |
| 09   | Katharina Schmid           | 118,0 (11) | 126,0 0(9) | 206,5  |
| 10   | Joséphine Pagnier          | 117,5 (12) | 124,5 (10) | 200,1  |
| 11   | Anna Rupprecht             | 119,0 (10) | 117,0 (14) | 197,5  |
| 12   | Julia Mühlbacher           | 119,0 (13) | 124,0 (11) | 196,8  |
| 13   | Katra Komar                | 124,0 0(9) | 112,0 (18) | 194,0  |
| 14   | Thea Minyan Bjørseth       | 112,5 (15) | 122,0 (13) | 185,9  |
| 15   | Anna Odine Strøm           | 109,0 (18) | 124,0 (11) | 185,4  |
| 16   | Pauline Heßler             | 115,5 (17) | 122,0 (15) | 182,6  |
| 17   | Ajda Košnjek               | 114,5 (14) | 119,0 (17) | 179,2  |
| 18   | Maja Vtič                  | 113,5 (16) | 114,5 (20) | 169,9  |
| 19   | Nicole Konderla            | 107,5 (20) | 115,5 (16) | 167,1  |
| 20   | Sina Arnet                 | 107,5 (21) | 113,5 (19) | 161,2  |

| Rang                                    | Name                | Weite 1    | Weite 2    | Punkte |
| --------------------------------------- | ------------------- | ---------- | ---------- | ------ |
| 21                                      | Hannah Wiegele      | 111,0 (19) | 110,0 (24) | 155,4  |
| 22                                      | Kjersti Græsli      | 103,5 (24) | 114,5 (21) | 154,5  |
| 23                                      | Julia Clair         | 106,0 (23) | 112,0 (22) | 153,6  |
| 24                                      | Daniela Haralambie  | 107,5 (25) | 109,0 (23) | 144,0  |
| 25                                      | Klára Ulrichová     | 105,0 (22) | 105,5 (26) | 140,6  |
| 26                                      | Emely Torazza       | 098,5 (28) | 105,0 (25) | 131,5  |
| 27                                      | Luisa Görlich       | 101,0 (26) | 104,0 (27) | 130,3  |
| 28                                      | Karolína Indráčková | 099,5 (27) | 101,0 (28) | 123,8  |
| 29                                      | Anna Twardosz       | 094,5 (29) | 098,0 (29) | 118,5  |
| 30                                      | Tamara Mesíková     | 094,5 (30) | 093,5 (30) | 107,6  |
| Für den 2. Durchgang nicht qualifiziert |                     |            |            |        |
| 31                                      | Anežka Indráčková   | 94,5       | –          | 51,7   |
| 32                                      | Paulina Cieślar     | 90,5       | –          | 44,8   |
| 33                                      | Pola Bełtowska      | 91,0       | –          | 43,3   |
| 34                                      | Emma Chervet        | 89,0       | –          | 42,2   |
| 35                                      | Wiktoria Przybyła   | 84,5       | –          | 30,8   |
| 36                                      | Alessia Mîțu-Coșca  | 82,5       | –          | 23,6   |
| 37                                      | Tetjana Pylyptschuk | 78,0       | –          | 22,5   |
| 38                                      | Delia Folea         | 77,5       | –          | 15,8   |

### Männer Großschanze
| Rang        | Name                      | Weite 1    | Weite 2    | Punkte |
| ----------- | ------------------------- | ---------- | ---------- | ------ |
|             | Dawid Kubacki             | 139,0 0(2) | 134,5 0(1) | 279,1  |
|             | Jan Hörl                  | 140,0 0(1) | 130,0 0(5) | 273,0  |
|             | Philipp Raimund           | 138,0 0(3) | 132,5 0(4) | 271,8  |
| 04          | Daniel Tschofenig         | 130,5 0(8) | 134,0 0(2) | 266,9  |
| 05          | Marius Lindvik            | 134,5 0(5) | 133,0 0(7) | 263,9  |
| 06          | Anže Lanišek              | 133,0 (10) | 136,0 0(3) | 263,2  |
| 07          | Piotr Żyła                | 136,5 0(4) | 130,0 0(8) | 262,2  |
| 08          | Robert Johansson          | 134,0 0(6) | 131,0 0(9) | 258,3  |
| 09          | Fatih Arda İpcioğlu       | 127,0 (14) | 138,0 0(6) | 254,2  |
| 10          | Aleksander Zniszczoł      | 136,0 0(6) | 127,5 (17) | 248,6  |
| 11          | Gregor Deschwanden        | 131,0 0(9) | 126,0 (18) | 244,0  |
| 12          | Bendik Jakobsen Heggli    | 132,0 (13) | 130,0 (20) | 238,5  |
| 13          | Jewhen Marussjak          | 126,0 (17) | 124,0 (16) | 238,1  |
| 14          | Timi Zajc                 | 121,5 (27) | 134,5 (11) | 237,7  |
| 15          | Manuel Fettner            | 127,0 (16) | 123,0 (19) | 237,2  |
| Paweł Wąsek | 130,0 (12)                | 127,0 (23) | 237,2      |        |
| 17          | Felix Hoffmann            | 123,5 (28) | 133,5 (12) | 236,3  |
| 18          | Eetu Nousiainen           | 120,5 (30) | 135,0 (10) | 235,5  |
| 19          | Constantin Schmid         | 130,5 (11) | 126,5 (26) | 234,8  |
| 20          | Killian Peier             | 122,5 (25) | 131,0 (14) | 233,1  |
| 21          | Niko Kytösaho             | 125,5 (29) | 133,0 (13) | 232,9  |
| 22          | Domen Prevc               | 128,0 (15) | 124,5 (25) | 232,5  |
| 23          | Hektor Kapustík           | 125,0 (20) | 126,5 (22) | 232,4  |
| 24          | Johann André Forfang      | 126,0 (23) | 126,5 (21) | 231,6  |
| 25          | Žiga Jelar                | 125,5 (26) | 131,0 (14) | 231,3  |
| 26          | Luca Roth                 | 126,5 (18) | 121,0 (27) | 230,3  |
| 27          | Artti Aigro               | 125,5 (19) | 122,0 (28) | 228,7  |
| 28          | Kristoffer Eriksen Sundal | 129,0 (24) | 126,5 (24) | 228,5  |
| 29          | Kamil Stoch               | 127,0 (22) | 122,5 (29) | 225,3  |
| 30          | Vilho Palosaari           | 124,5 (21) | 121,5 (30) | 222,6  |

| Rang                                          | Name                    | Weite 1 | Weite 2 | Punkte |
| --------------------------------------------- | ----------------------- | ------- | ------- | ------ |
| Für den zweiten Durchgang nicht qualifiziert: |                         |         |         |        |
| 31                                            | Lovro Kos               | 124,0   | –       | 111,3  |
| 32                                            | Muhammed Ali Bedir      | 120,0   | –       | 107,5  |
| 33                                            | Markus Müller           | 118,0   | –       | 106,5  |
| 34                                            | Witalij Kalinitschenko  | 118,0   | –       | 106,3  |
| 35                                            | Wladimir Sografski      | 120,5   | –       | 106,1  |
| 36                                            | Kasperi Valto           | 119,0   | –       | 106,0  |
| 37                                            | Valentin Foubert        | 122,5   | –       | 101,9  |
| 38                                            | Radek Rýdl              | 115,0   | –       | 100,4  |
| 39                                            | Daniel Cacina           | 116,0   | –       | 095,8  |
| 40                                            | Kaimar Vagul            | 115,5   | –       | 094,5  |
| 41                                            | David Rygl              | 118,5   | –       | 090,1  |
| 42                                            | Enzo Milesi             | 111,5   | –       | 088,9  |
| 43                                            | Mihnea Spulber          | 120,0   | –       | 088,4  |
| 44                                            | Jules Chervet           | 108,5   | –       | 084,4  |
| 45                                            | Nicolae Sorin Mitrofan  | 114,5   | –       | 083,9  |
| 46                                            | Kevin Maltsev           | 107,5   | –       | 082,3  |
| Ari Repellin                                  | 104,5                   | –       | 082,3   |        |
| 48                                            | Muhammet İrfan Çintımar | 110,0   | –       | 078,4  |
| 49                                            | Benedikt Holub          | 102,0   | –       | 072,5  |
| 50                                            | Alessandro Batby        | 103,0   | –       | 069,8  |
| 51                                            | Andero Kapp             | 105,5   | –       | 065,8  |
| 52                                            | Andrei Feldorean        | 107,0   | –       | 063,6  |
| 53                                            | Daniel Škarka           | 099,5   | –       | 060,3  |
| 54                                            | Kryštof Hauser          | 101,5   | –       | 059,8  |